# Ilias Kielesidis
Ilias Kielesidis (gr. Ηλίας Κελεσίδης; ur. 20 czerwca 1953 w Brnie, zm. 30 marca 2007 w Atenach) – grecki kolarz.

## Lata młodości i kariera klubowa
Urodził się w Czechosłowacji. Po przeprowadzce do Grecji zapisał się do klubu Meliteas Saloniki. W latach 1978–1986 reprezentował Panathinaikos Ateny.

## Kariera reprezentacyjna
W latach 1978–1988 był członkiem greckiej kadry narodowej. W 1979, 1983 i 1984 zostawał mistrzem Bałkanów w zawodach indywidualnych. W 1984 został wicemistrzem Bałkanów w zawodach drużynowych. W tym samym roku wystartował na igrzyskach olimpijskich w wyścigu indywidualnym ze startu wspólnego, jednakże go nie ukończył.

## Losy po zakończeniu kariery
Po zakończeniu kariery został trenerem. Prowadził kolarską reprezentację Grecji, a w latach 2004-2006 był doradcą technicznym Greckiego Związku Kolarskiego. Zmarł 30 marca 2007 w Atenach na zawał serca. Pochowany został 2 kwietnia 2007 w tym samym mieście.